# Курбульон

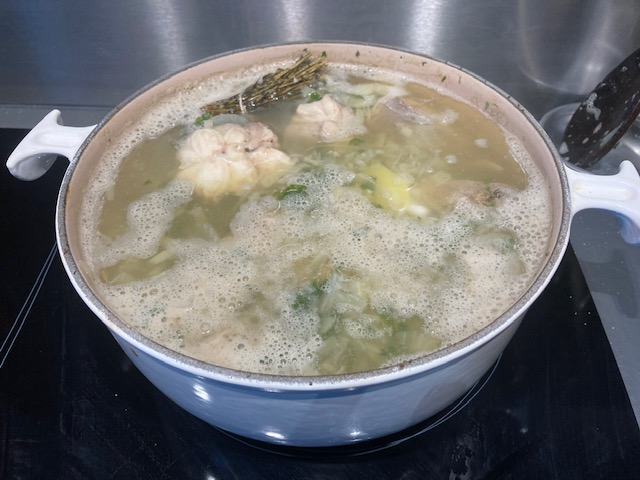
Куски рыбы, отвариваемые в непроцеженном курбульоне

Курбульо́н (курт-бульон, кур-бульон, фр. court-bouillon — «короткий, быстрый бульон») — подсоленный навар из воды, белого, иногда красного вина, рассола, уксуса и лимонного сока с нарезанным кольцами луком, кореньями и кухонными травами (букетом гарни), применяемый для отваривания рыбы. Не является рыбным бульоном. Готовый курбульон по правилам процеживают. Курбульон используется в рыбных котлах. Крупную цельную рыбу заливают охлаждённым курбульоном, порционные куски закладывают в кипящий курбульон.